# Bernat Gui

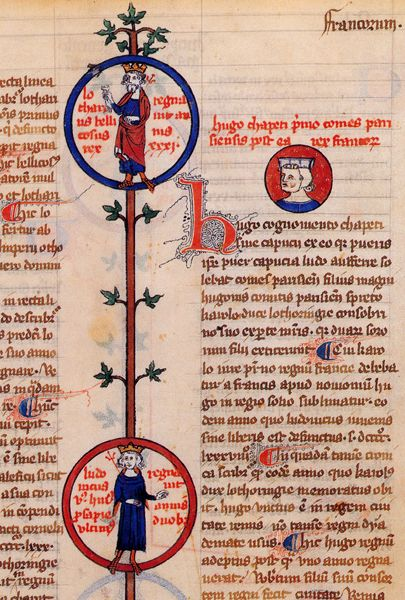
Bernat Gui

Bernat Gui (occità: Bernatz Gui)  (Roiéra, 1261 - Laurós, 30 de desembre de 1331) va ser un religiós dominic, Inquisidor de Tolosa entre 1307 i 1323. Com a recompensa pel seu treball com a inquisidor, se li assignà el Bisbat de Tui a Galícia, Corona de Castella, i un any més tard el de Lodeva (Llenguadoc). Va ser autor d'una guia pràctica per a inquisidors utilitzada durant la baixa edat mitjana.

## Bernat Gui en obres de ficció
És un dels personatges principals de la novel·la El nom de la rosa d'Umberto Eco, en la qual apareix com un individu fanàtic, cruel i despòtic que s'oposa ferotgement als raonaments lògics, preferint sotmetre's indefectiblement a la seva infranquejable fe en Déu, així com en les creences i supersticions de la seva època. Els historiadors han discutit profundament aquesta visió sobre la vida de Bernat Gui.